# Literatura francesa

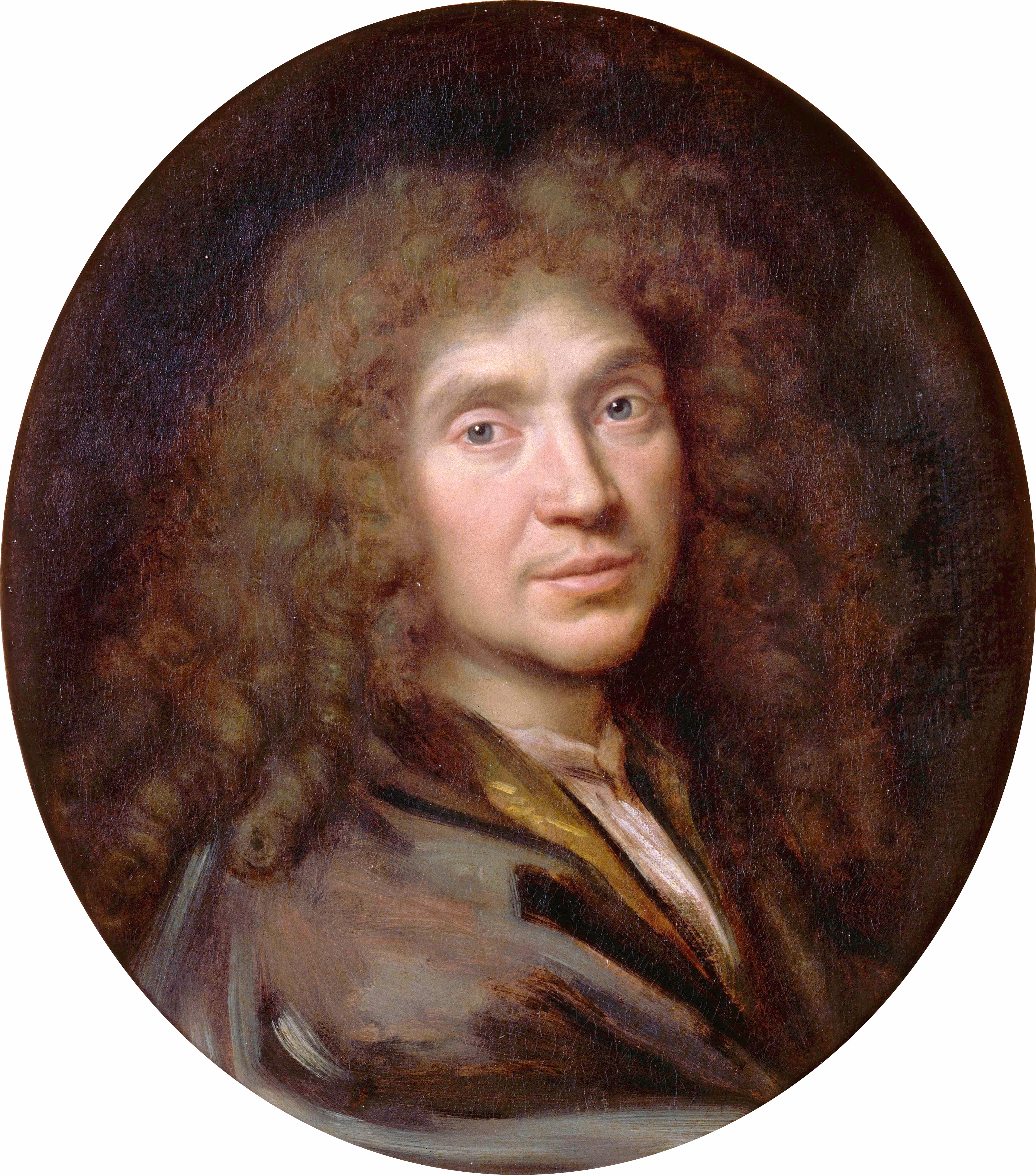
Molière retratado por Pierre Mignard hacia 1658. Molière es uno de los autores más conocidos y representativos de la literatura francesa.

La literatura francesa se refiere a la literatura escrita en francés por ciudadanos franceses, y forma parte de la literatura francófona. Esta última (la literatura francófona) incluye toda la literatura en francés, realizada por ciudadanos tanto de Francia como de otros países como Bélgica, Suiza, Canadá o de las antiguas colonias francesas. La literatura de Francia abarca la literatura francesa y la de otros idiomas de Francia. 

## Desarrollo
La lengua francesa es el resultado de la fusión entre diversas lenguas de oïl, cuya forma predominante fue progresivamente impuesta desde la sede del poder institucional, la Isla de Francia, que le dio su nombre. Tiene una amalgama de orígenes entre los que se destacan el romano, el germánico, el celta y varias lenguas regionales. El idioma francés por sí mismo, se puede considerar como una forma moderna del latín vulgar.
La literatura francesa nace en el siglo IX, con los primeros escritos en lengua romance. Su importante producción a lo largo de los siglos ha dado lugar a la creación de nuevos movimientos literarios y artísticos, cuya poderosa influencia sobre otras literaturas le hace ocupar una preeminente posición en la literatura universal.

### Edad Media
El primer texto en francés son los Juramentos de Estrasburgo, del siglo IX, si bien el primer texto inequívocamente literario es la Secuencia de Santa Eulalia, del mismo siglo. No obstante, hay que esperar a comienzos del siglo XI para encontrar una producción literaria sistemática escrita en francés medieval. Es una de las más antiguas literaturas vernáculas de Europa occidental y se convirtió en una fuente clave de temas literarios en la Edad Media a lo largo de todo el continente.
Tres grandes manifestaciones literarias encuentran su origen en la Francia del siglo XII: el cantar de gesta, la lírica trovadoresca y el poema caballeresco. Los cantares de gesta tienen su origen en la tradición guerrera anterior. Eran poemas épicos sobre hazañas de héroes famosos, que se cantaba por juglares que iban recorriendo plazas y castillos. Su texto más importante es la Canción de Roldán, en el que pueden verse los rasgos distintivos de este tipo de poesía épica en Francia: abunda lo desmesurado, lo maravilloso y la idealización, tanto de hechos como de personajes.
La lírica que crearon los trovadores obedecía más bien a un nuevo ideal de vida cortesana. Es obra de trovadores cortesanos, poetas que componen verso y música en un estilo cuidado; utilizan el occitano. Su tema favorito es el amor cortés, con idealización de la dama. Existieron diversos géneros: el sirventés, la tensó, la pastorela, aunque el más cultivado fue la cansó. Se considera a Guillermo de Poitiers, Duque de Aquitania, como su iniciador; el más destacado de los trovadores fue Bernart de Ventadorn, poeta de la reina Leonor de Aquitania; otros: Arnaut Daniel, Marcabrú (trovador) y Bertran de Born. Para cuando las refinadas cortes provenzales desaparecieron con motivo de la cruzada albigense, este modelo de poesía se había difundido por toda Europa.

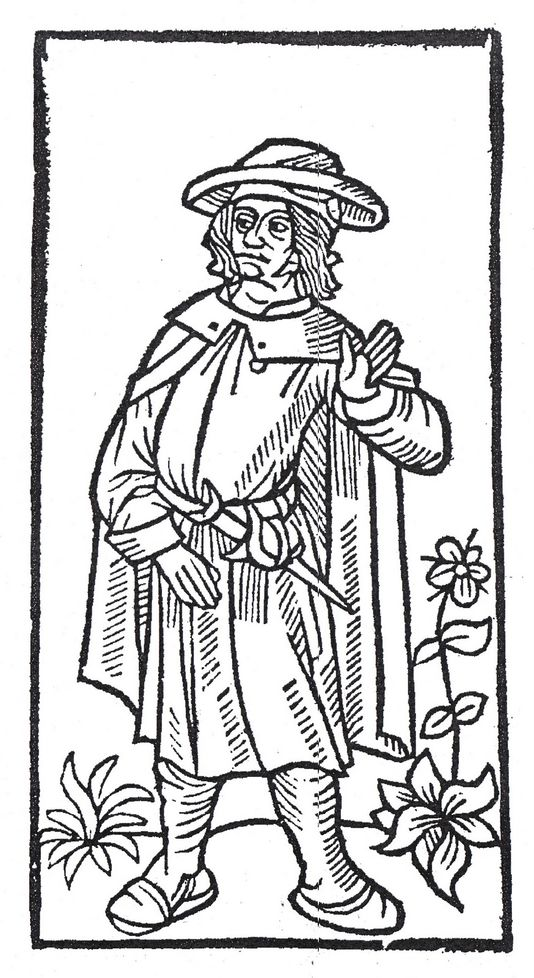
François Villon, en el Grand Testament de Maistre François Villon, París, ed. 1489.

Por su parte, los poemas caballerescos o roman courtois surgieron de las cortes del norte de Francia. Eran relatos en verso sobre el amor cortés, temas de la antigüedad (como la historia de Alejandro Magno) y, sobre todo, los mitos celtas de la Bretaña: Tristán e Isolda, los Caballeros de la Mesa Redonda o Perceval. El autor más celebrado fue Chrétien de Troyes, con sus obras dedicadas a Perceval y Lancelot. De Francia, este género irradió al resto del continente.
Al opuesto del roman courtois se sitúan los poemas del poeta Rutebeuf, del siglo XIII, que fue uno de los primeros en reflejar las dificultades de la vida del hombre común, y en crear poemas polémicos y satíricos contra los poderosos de la época.
En la Baja Edad Media se comienza a sentir el influjo de las clases urbanas, recurriéndose a temas y géneros más próximos a la naciente burguesía, por lo que se le dio el nombre de «literatura burguesa». Cabe citar dos largos poemas: el Roman de la Rose, de Guillaume de Lorris, y el Roman de Renart, de carácter satírico. De esta época datan los fabliaux, divertidos cuentos en verso en un estilo realista.
De este momento es la primera gran figura de la poesía francesa, François Villon, extraordinario poeta, que relata en sus versos con sinceridad y emoción su vida miserable y desordenada; de su obra se recuerda sobre todo el El Testamento (o Gran Testamento) (1461), que refleja el pesar de haber malgastado su juventud y el horror a la muerte.
La guerra de los Cien Años alimentó el género de la crónica histórica, ilustrada por el cronista Jean Froissart y el poeta Eustache Deschamps. 
Se considera que la prominencia europea de la literatura francesa quedó eclipsada en parte por la literatura vernácula en Italia en el siglo XIV.
De esta época se conservan piezas de teatro religioso, generalmente clasificado en misterios (si eran piezas sobre la Navidad o la Pasión), Milagros (relatando intervenciones maravillosas de la Virgen o los Santos) y Moralidades (de carácter más satírico, con personajes alegóricos como el Vicio o la Fe). Junto a él, surge en el siglo XIV un teatro profano de farsas, basadas en la aguda observación de la psicología humana, dándole un tratamiento burlesco. 
De las farsas que se conservan, una de las más conocidas es La Farsa de Maître Pathelin, datada hacia 1457, esto es, ya en pleno siglo XV, marcando la transición entre lo medieval y lo renacentista.

### Renacimiento

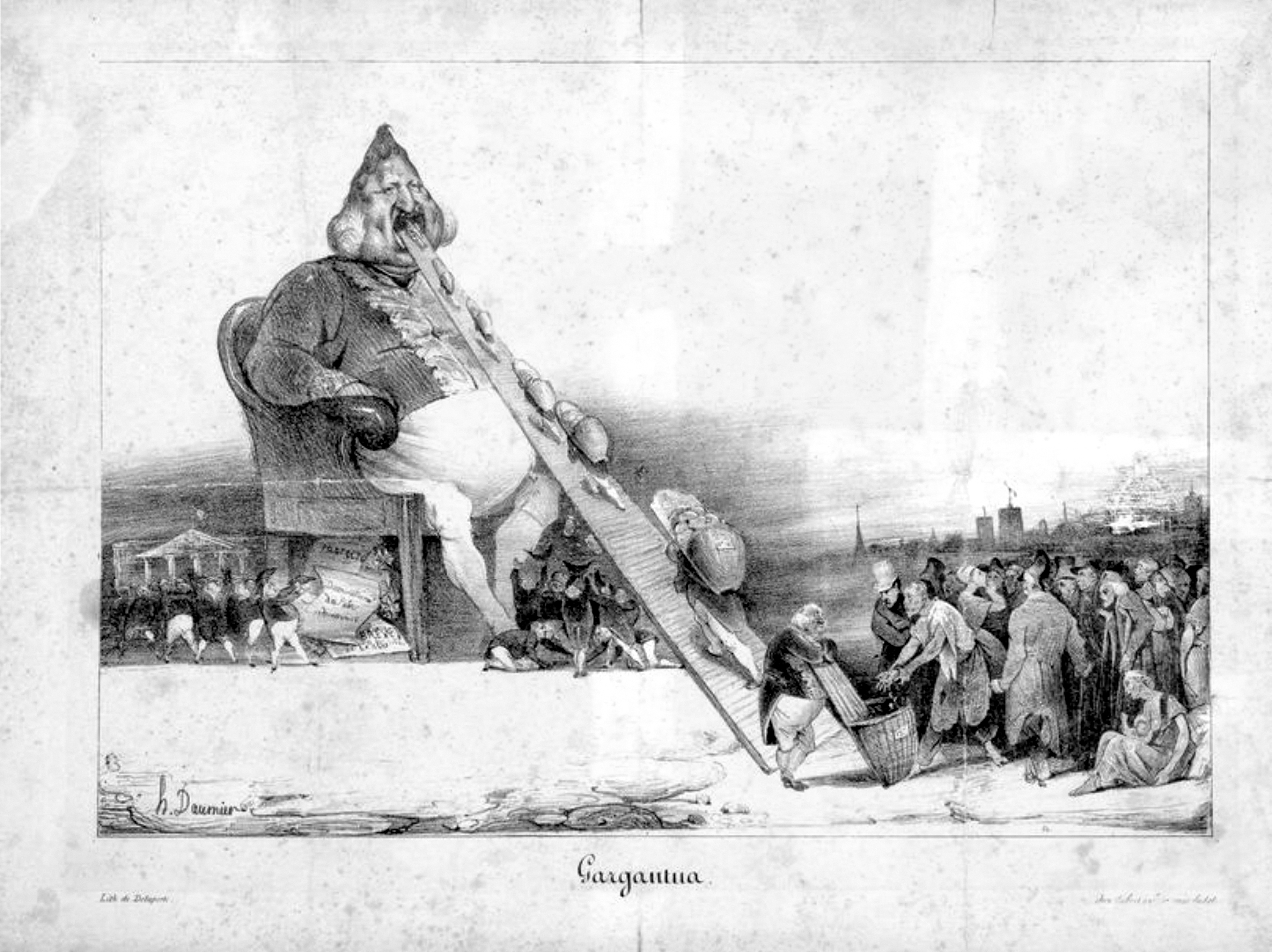
Gargantúa, litografía de Honoré Daumier.

Francia también conoció un florecimiento de su literatura vernácula en el siglo XVI, con una gran evolución muy recreativa. Aunque hubo humanistas a principios del siglo XVI en Francia, como Guillaume Budé († 1540), se considera que el Renacimiento literario llega a Francia hacia mediados del siglo. En este país, este movimiento se caracterizó sobre todo por una preocupación de tipo intelectual: el criterio personal y la libertad de pensamiento informarán la producción de esta época.
Se renovó la poesía gracias a los siete poetas del grupo conocido como La Pléyade. De entre ellos, destacaron Joachim du Bellay y Pierre de Ronsard; este último enriqueció la lengua con sarcasmos o neologismos, adaptando los modelos clásicos (oda, himno, soneto) a la lengua francesa. De su obra cabe destacar las Odas al estilo de Píndaro, y sus Sonetos amorosos. Son también poetas influyentes de este período Théodore Agrippa d'Aubigné y Clément Marot.
Por lo que se refiere a la prosa, sobresalen Rabelais, Margarita de Angulema (conocida en Francia como Margarita de Navarra) y Montaigne. El primero escribió una larga novela, Gargantúa y Pantagruel, sobre las aventuras de estos dos gigantes; se satirizan la ciencia y creencias medievales, con un estilo realista y pintoresco. En cuanto a Montaigne, se destaca por sus Ensayos, obra que mezcla observaciones personales con reflexiones filosóficas, defendiendo la moderación y la tolerancia, en un estilo vivo y ameno.
El teatro de la época seguía las directrices clásicas, como puede verse en las obras de Étienne Jodelle.

### Clasicismo francés

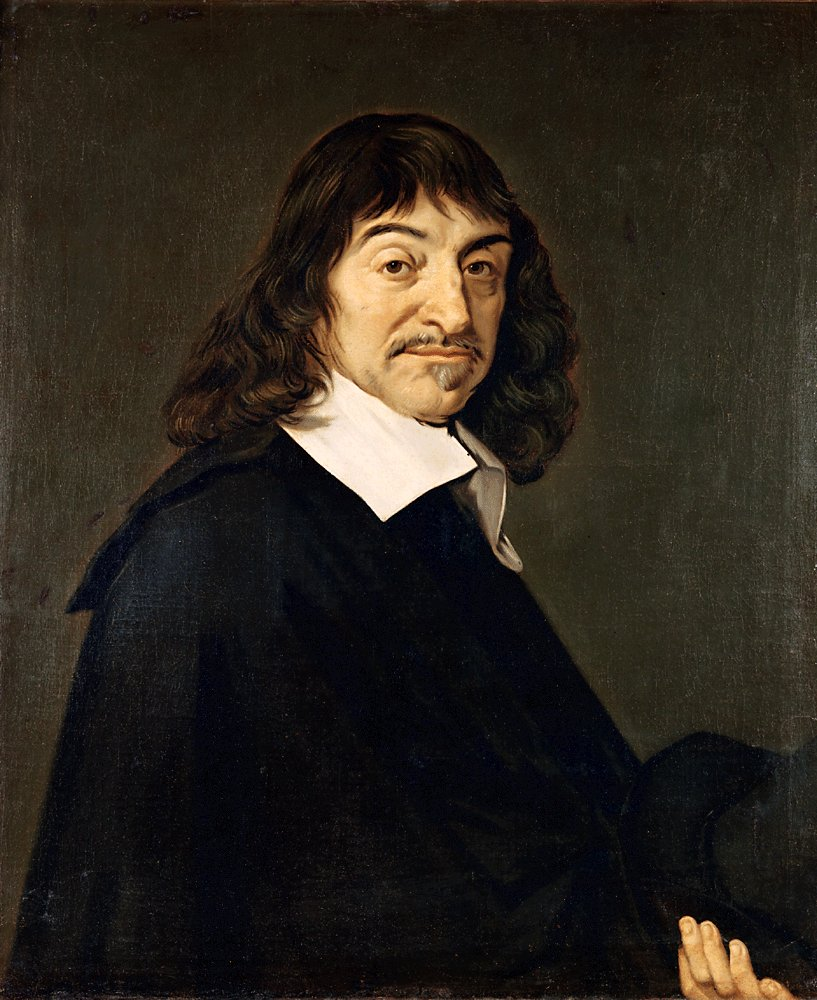
Descartes, retratado por Frans Hals, 1648, óleo sobre lienzo en el Museo del Louvre. La filosofía de la época está dominada, como la literatura, por la claridad, el orden y el equilibrio.

En la primera mitad del siglo XVII, se cultivó la literatura barroca, como puede verse en el preciosismo de autores como el poeta Vincent Voiture.
No obstante, en la segunda mitad del siglo Francia se convirtió en defensora de un ponderado y sereno clasicismo, basado en principios radicalmente opuestos a los del barroquismo. A través de los programas políticos y artísticos del Antiguo Régimen, la literatura francesa se convirtió en dominante en las letras europeas del siglo XVII. Los reyes estimularon y protegieron la creación artística. La monarquía absoluta impone reglas precisas en literatura, siendo trascendental, a este respecto, la creación de la Academia Francesa para la Lengua y la Gramática, por Richelieu en 1635.
Todos los escritores se sometían a unas mismas reglas, derivadas de Aristóteles y Horacio. El estilo evitaba excesos, aspirando a la naturalidad y sencillez. El tema preferido es el estudio del carácter del hombre. No se trata de una literatura popular, sino que el público era la corte y la aristocracia. Nicolás Boileau sistematizó las reglas literarias siguiendo precisamente la preceptiva aristotélica en su Arte poética.
La condesa de La Fayette (1634- 1693) escribió la primera novela clásica francesa, La Princesse de Clèves en 1678. A pesar de ser una especie de autobiografía sentimental la novela es clásica por la semejanza de su mentalidad con el heroísmo voluntario y racional de Corneille, por la arquitectura trágica de la narración y por la claridad de estilo.
La marquesa de Sévigné (1626- 1696) escribió cartas a su hija que en 1725 fueron publicadas con el nombre de Lettres y llegarían a ser consideradas un género literario en sí mismo, pues era costumbre en esa época leer las cartas en común en los salones.
El clasicismo francés se destaca sobre todo por su teatro. Los géneros se separaban, debía respetarse la regla de las tres unidades y, además, cumplir una función moral. Por un lado, la tragedia clásica, creada por Pierre Corneille y llevada a su perfección por Jean Racine, en un estilo noble y elevado trataba temas de la antigüedad grecolatina o asuntos bíblicos. Corneille tiene un estilo más bien retórico, centrándose en los conflictos que se producen dentro del alma de los personajes, en obras como El Cid o Cinna. Racine se destaca por su realismo psicológico, pudiendo mencionarse, como obra más destacada, Fedra.
La comedia viene representada magistralmente por Molière, escritor y actor, protegido por Luis XIV. En sus obras satiriza a la aristocracia y la alta burguesía de su tiempo, pero a través de personajes universales como el hipócrita (Tartufo), el vanidoso nuevo rico (El Burgués gentilhombre) o El avaro.
La prosa francesa del siglo XVII se destaca por su claridad y orden. Así, en su obra filosófica Discurso del método, Descartes resulta un modelo de claridad expresiva. Madame de La Fayette cultivó la prosa de ficción, adaptando el modelo de las novelas españolas al gusto francés, ahondando en la psicología de los personajes. Dado que la Europa del siglo XVII está dominada por las controversias religiosas, la literatura de controversia también se cultivó, sobresaliendo en Francia la figura de Bossuet, obispo que atacó el protestantismo e interpretó la historia en sentido providencialista (Discurso sobre la Historia Universal). Dentro del propio catolicismo, el movimiento jansenista preconizaba soluciones parecidas a las de los protestantes, lo que hizo que fuera condenado por el papado; la figura que más se destaca fue la del matemático e inventor Blaise Pascal, con sus Cartas provinciales en defensa del jansenismo, además de unos Pensamientos de gran profundidad filosófica y mística. De Fénelon se recuerda sobre todo Las aventuras de Telémaco, en la que el tema mitológico sirve de excusa a reflexiones morales y políticas.
La poesía no sobresalió en el clasicismo francés. No obstante, siempre puede mencionarse a François de Malherbe y a La Fontaine, que aprovechando fuentes clásicas compuso una serie de Fábulas. 
Se conservan de este siglo epistolarios (Madame de Sévigné) y memorias (Louis de Rouvroy, duque de Saint-Simon).

### Ilustración

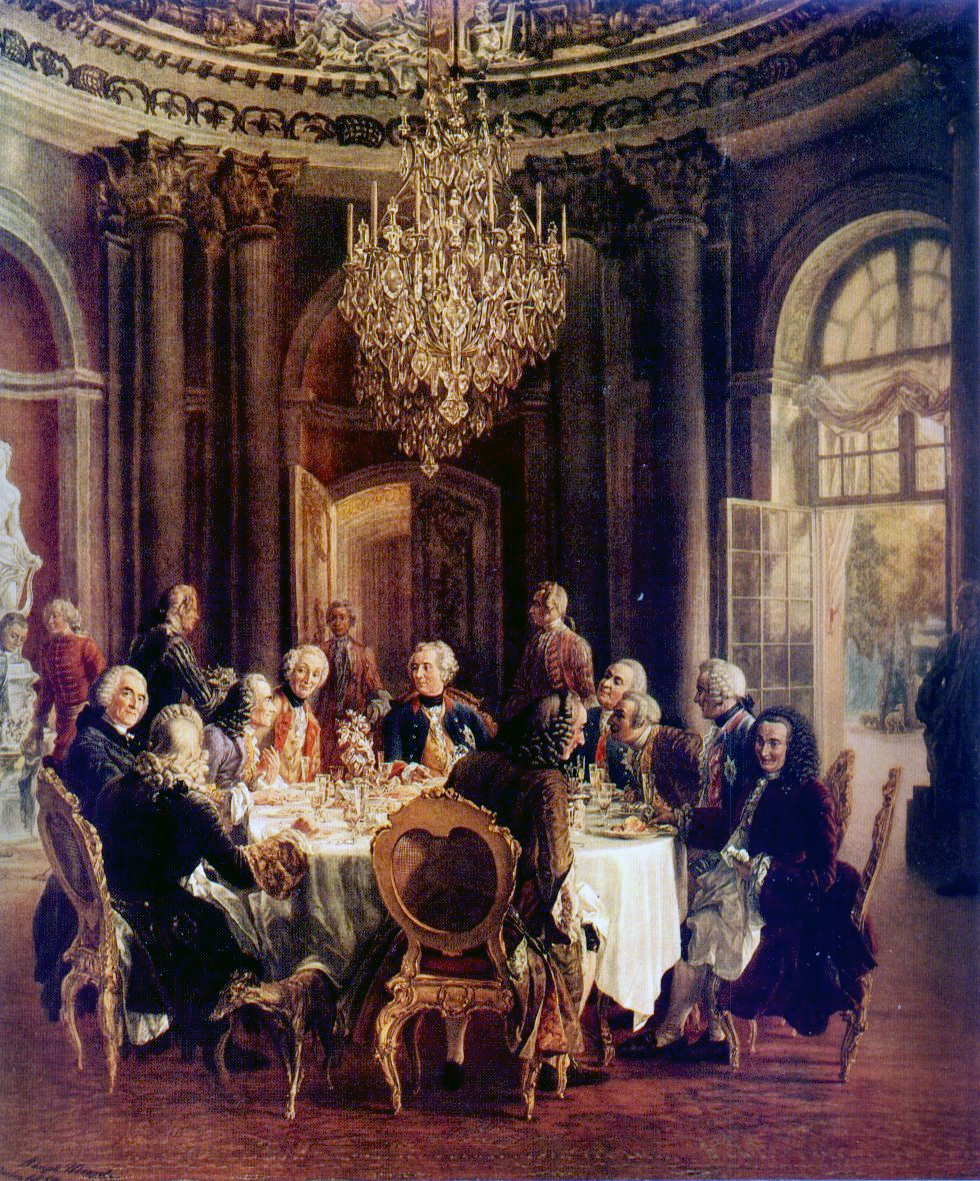
Voltaire en la corte de Federico II de Prusia, de Adolph von Menzel, Voltaire está a la derecha. En este siglo abundaron las tertulias, banquetes y reuniones, en los que se difundía la nueva cultura de los ilustrados.

El siglo XVIII francés es conocido como «el siglo de las luces». Desde el siglo XVII, el francés se había convertido en la lingua franca literaria y diplomática de Europa occidental (y hasta cierto punto, en Norteamérica). En el siglo XVIII, las letras francesas tuvieron un profundo impacto en todas las tradiciones literarias europeas y norteamericanas mientras que, al mismo tiempo, resultaron muy influidas por las tradiciones británicas y alemanas que inspiraron el prerromanticismo.
La enciclopedia fue un instrumento forjador de la nueva mentalidad de la Ilustración. Las nuevas ideas se difunden a través de los salones y tertulias, en las que la aristocracia recibía a literatos e intelectuales. Igualmente lo hacen a través de la Enciclopedia o Diccionario razonado de las ciencias, artes y oficios, publicada entre 1751 y 1780 por Diderot, y D’Alembert. 
Dominan el pensamiento francés de la época los filósofos Montesquieu, Voltaire y Rousseau, al igual que el enciclopedista Denis Diderot. Se trataba más bien de intelectuales que reflexionaban sobre la reforma social mediante medidas prácticas, y no sobre la metafísica. Utilizaban los diversos géneros literarios para expresar estas ideas de reforma social y política. Así, Montesquieu usó la sátira en sus Cartas Persas, obra de aguda crítica social. 
Voltaire, como Diderot, recurrió también al teatro, exponiendo sus ideas a través de tragedias clásicas. No obstante, también cultivó la poesía neoclásica y las novelas, entre las que se destaca Cándido. Fue un excelente escritor, agudo e ingenioso, que gozó en su época de fama extraordinaria, tratando con monarcas ilustrados como Federico el Grande o Catalina II de Rusia.
La obra del ginebrino Jean-Jacques Rousseau se articula en torno a varios ejes: social, político, educativo y personal, las obras de este último grupo (como Las confesiones) anticipando el sentimentalismo romántico. Frente a la idea de la razón como reguladora de la sociedad, en él predomina el sentimiento sobre la razón, no creyendo en la eficacia de las leyes. Expone su visión de la renovación de la educación en Emilio, obra basada en la libertad y el naturalismo. Su obra más política es El contrato social, precursora del pensamiento revolucionario de 1789.
No es el único autor en el que se están preludiando ya los ideales románticos, pues lo mismo puede verse en otros novelistas como Jacques-Henri Bernardin de Saint-Pierre (Pablo y Virginia) o el Abbé Prévost (Manon Lescaut).

### SigloXIX
La literatura francesa en el siglo XIX es esencialmente marcada por el romanticismo, el realismo y el naturalismo. Otros movimientos nacidos en las últimas décadas del siglo, como el parnasianismo y el simbolismo, prefiguran la literatura del siglo XX, al igual que unos cuantos poetas, novelistas y dramaturgos en cuya creación literaria se solapan varias corrientes o que se mantienen al margen de los movimientos predominantes.

#### Romanticismo
El Romanticismo es un movimiento de reacción frente al neoclasicismo que, nacido en Inglaterra y Alemania, alcanzó a Francia lo mismo que a otros países europeos. Se exalta la imaginación, las pasiones y la visión personal del hombre y del mundo. Se manifiesta en la literatura ya en época napoleónica, con Madame de Stael y Chateaubriand (Genio del cristianismo). Predomina la novela, con autores como George Sand (La mare au diable) (1846), (La petite Fadette) (1849), (Le marquis de Villemer) (1860), y el primer Balzac (Le Père Goriot) (1834), (Eugénie Grandret') (1833) y la mayor parte de las obras que integran La comedia humana (en francés, Comédie humaine) (de 1833 a 1850).
En poesía destacaron Alphonse de Lamartine (Las Meditaciones, Confidencias, de 1820), Alfred de Musset (Las noches), y Gérard de Nerval (Las hijas del fuego).
Se considera que el teatro romántico comenzó con el estreno de Hernani (1830) de Víctor Hugo, siendo considerado este último el maestro de la escuela romántica. Al año siguiente se publicaría la que posiblemente sea su obra más conocida: la novela Notre Dame de París. En 1862 publicó Los miserables o Les Misérables.
Otras figuras del romanticismo francés son Alfred de Vigny (Chatterton), (Les destinées), poeta, dramaturgo, y novelista, Alexandre Dumas (padre), creador de Los tres mosqueteros y El conde de Montecristo; y el joven Théophile Gautier, igualmente dedicado a varios géneros literarios y gran defensor del romanticismo.
No debemos olvidar a Stendhal con (Le rouge et le noir), de 1831, y (La Chartreuse de Parme), de 1839, y a Barbey d'Aurevilly con su famosa (Les diaboliques).

#### Parnasianismo
La reacción contra el romanticismo produce en la poesía la escuela parnasiana. Sus figuras más conocidas son Leconte de Lisle y también Théophile Gautier sin que renunciara a sus ideales románticos. Charles Baudelaire (las flores del mal, 1857) es considerado como uno de los poetas más importantes del siglo XIX, y su obra influenciará directamente los simbolistas.

#### Realismo y naturalismo

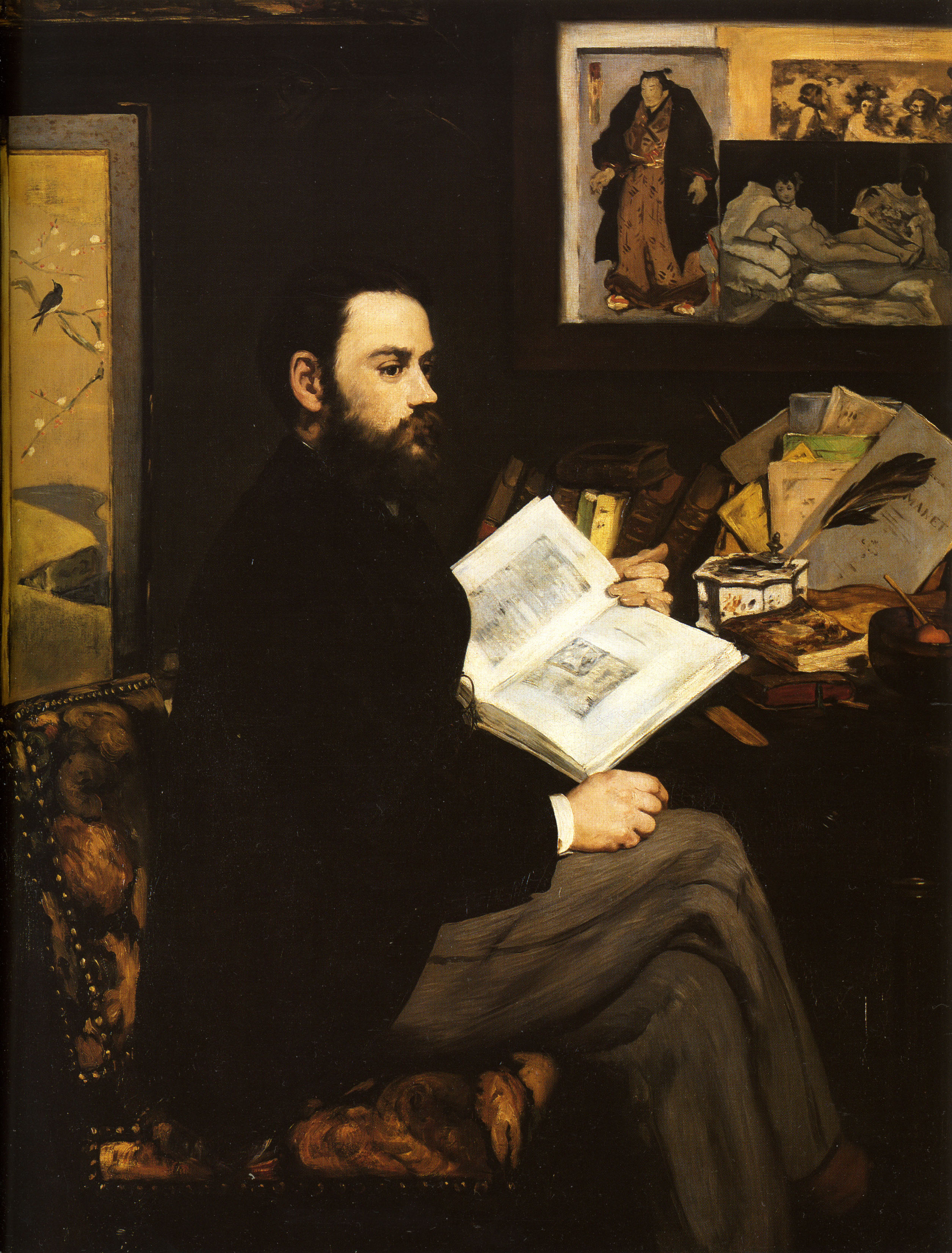
Retrato de Émile Zola, por Édouard Manet.

Hacia 1848, se inicia la reacción contra el romanticismo en la novela, al que se considera superado, originándose el realismo, que dominaría la escena literaria hasta, aproximadamente, 1874[cita requerida]. Propugna describir la realidad cotidiana sin artificios y sin idealizarla, escogiendo sus protagonistas entre las clases populares y medias, y reflejando temas sociales comunes a la mayoría de la gente. La novela fue su principal medio de expresión. No obstante, el público lector había aumentado, y ello motivó una mayor difusión del periodismo y de las novelas, especialmente del tipo novela por entregas.
El movimiento realista está iniciado y representado entonces por Honoré de Balzac (La comedia humana) y Stendhal (Rojo y negro), que se imponen como tarea la descripción en sus obras de la estructura de la nueva sociedad francesa de su época.
Después de la revolución del 48 y el eclecticismo consiguiente, el movimiento realista desemboca en un naturalismo más «cientifista» y empírico, en parte todavía burgués y en parte también crítico de la burguesía. La novela continúa siendo el género más destacado y los novelistas alcanzan un primer plano social. Autores representativos en Francia son Gustave Flaubert (Madame Bovary, 1856) y Guy de Maupassant.
Con Émile Zola (Los Rougon-Macquart) se llega al naturalismo.

#### Simbolismo
El simbolismo se considera, en cierto modo, una reacción ante los excesos del naturalismo, y se origina en los años 1880 con base en las ideas de Charles Baudelaire. En 1886 Jean Moréas publica el  Manifiesto Simbolista o Manifiesto de los Cinco que denunciaba la falta de ideal y de nobleza del naturalismo. 
Ya no se trata de expresar la realidad afectiva o científica sino de superarla. Las cosas que sentimos y conocemos no son más que símbolos de una «sobrerrealidad», sea ésta exterior o interior en relación con el poeta.
No son ya ni la acción emocional, ni la significación intelectual o la hermosura inmediata las cualidades que importan sino la fuerza de evocación simbólica. El simbolismo empezó por una revolución en la versificación que debía culminar en el verso libre. Eso explica porqué los verdaderos simbolistas hayan sido casi todos poetas.
Poetas simbolistas son principalmente los poetas malditos Paul Verlaine y Arthur Rimbaud (Una temporada en el infierno, Iluminaciones), así como Villiers de L'Isle Adam y Stéphane Mallarmé. Otros poetas fueron Tristan Corbière (Les amours jaunes, Isidore Ducasse llamado el Conde de Lautréamont (Les chants de Maldoror) y Jules Laforgue, pionero del verso libre.
La segunda generación simbolista estuvo formada por el belga Émile Verhaeren (1855- 1916), Albert Samain (1859- 1900), el griego Jean Moréas (1856- 1910) educado en Francia, Henri de Régnier (1864- 1936), Gustave Khan, Francis Viélé-Griffin, Laurent Tailhade y Jean Lorrain. Los últimos representantes de esta escuela pertenecen al siglo XX: Paul Claudel (1868- 1955) y Maurice Maeterlinck (1862- 1949), principal exponente del teatro simbolista.

#### Teatro
En el siglo XIX, el teatro se convierte en un divertimento al alcance de todas las clases sociales y las salas se multiplican. La importante producción dramatúrgica de los poetas y novelistas románticos renueva no solo el lenguaje teatral sino también sus componentes formales.
Al margen del teatro romántico, el vaudeville goza de una gran popularidad con autores como Eugène Labiche y Georges Feydeau.
El teatro simbolista, de fuerte carga poética, será representado por Maurice Maeterlinck.
A finales del siglo, aparecen autores teatrales originales que no se inscriben dentro de un género específico. Es el caso de Edmond Rostand (Cyrano de Bergerac, 1898), Alfred Jarry (Ubú Rey, 1888), Charles Péguy y Paul Claudel (El anuncio hecho a María).

### SigloXX
El imperialismo y colonialismo francés en América, África, y el Medio y Lejano Oriente, han llevado el idioma francés a culturas no europeas que han ampliado el ámbito tanto geográfico como temático de la literatura francesa actual y la han enriquecido tanto en el fondo como en la forma. Esta superposición cultural expresada en francés, unida a un duro proceso de descolonización, marcó profundamente la literatura francesa del siglo XX.
Otros acontecimientos de gran impacto fueron las dos guerras mundiales.
Los movimientos literarios de mayor importancia fueron:
- el surrealismo (André Breton, Robert Desnos)
- el existencialismo (Gabriel Marcel, Jean-Paul Sartre, Albert Camus, Simone de Beauvoir y Maurice Merleau-Ponty)
- el Nouveau roman (Alain Robbe-Grillet, Nathalie Sarraute, Samuel Beckett)
- el Teatro del absurdo (Arthur Adamov, Antonin Artaud, Samuel Beckett, Michel de Ghelderode, Eugène Ionesco, Georges Schehadé)

Sin embargo, la inmensa mayoría de los autores del siglo XX en Francia se caracterizan por no pertenecer a ningún movimiento definido ni a ninguna escuela, una tendencia que será más marcada según avanza el siglo.
Bajo los ideales aristocráticos del antiguo régimen (el honnête homme), el espíritu nacionalista de la Francia posrevolucionaria, y la generalización de la enseñanza pública y gratuita a partir de la Tercera República y en la Francia contemporánea, los franceses han llegado a tener una profunda conexión cultural con su herencia literaria. Hoy, las escuelas francesas enfatizan el estudio de las novelas, el teatro y la poesía (a menudo aprendida de memoria). Las artes literarias son apoyadas por el Estado y los premios literarios son noticias importantes. La Academia Francesa y el Instituto de Francia son importantes instituciones lingüísticas y artísticas en Francia, y la televisión francesa retransmite programas sobre escritores y poetas (el programa más visto en la historia de la televisión francesa fue Apostrophes, un programa semanal de entrevistas y debates sobre literatura y arte). Los temas literarios importan mucho a los ciudadanos franceses y tienen un importante papel en su sentido de identidad. 
Hasta el año 2015, los literatos franceses han obtenido más Premios Nobel que ninguna otra nación; sin embargo, los escritores en inglés han ganado el doble de premios nobel.

## Literaturas de otras lenguas de Francia
Además de la literatura escrita en francés, la cultura literaria de Francia puede incluir obras escritas en otras lenguas. en el periodo medieval muchas de las lenguas estándares que competían en varios territorios que más tarde conformaron la moderna Francia produjeron tradiciones literarias, tales como la anglonormanda y la provenzal.
La literatura en idiomas regionales continuó a lo largo del siglo XVIII, aunque iban siendo eclipsadas por el auge del idioma francés y se vio influida por los modelos literarios en francés. Movimientos conscientes de renacimiento idiomático en el siglo XIX, tales como Félibrige en la Provenza, junto a una alfabetización más amplia y prensas regionales, permitieron un nuevo florecimiento de la producción literaria en el idioma normando y otros.
Frédéric Mistral, un poeta en idioma provenzal (1830-1914), recibió el Premio Nobel de Literatura en 1904.
La literatura bretona desde los años 1920 ha sido animada, a pesar del decreciente número de hablantes. En 1925, Roparz Hemon fundó el periódico Gwalarn que durante 19 años intentó elevar el idioma al mismo nivel que los otros grandes idiomas "internacionales" creando obras originales en todos los géneros y proponiendo traducciones bretonas de obras extranjeras reconocidas internacionalmente. En 1946, Al Liamm asumió el papel de Gwalam. Han aparecido otras revistas que le han dado al bretón un cuerpo de literatura bastante amplio para un idioma minoritario. Entre los escritores en bretón pueden mencionarse a Yann-Ber Kalloc'h, Anjela Duval y Per-Jakez Hélias. 
La literatura en picardo mantiene un nivel de producción literaria, especialmente en escritura teatral. 
La literatura en idioma valón está reforzada por la producción literaria más significativa en esta lengua, que se realiza en Bélgica. 
Por lo que se refiere a la literatura en catalán y en vasco también se benefician de la existencia de lectores fuera de las fronteras de Francia.

## Premios Nobel de literatura
La siguiente lista corresponde a los franceses que han obtenido el premio nobel de literatura :
- 1901 - Sully Prudhomme (El primer premio Nobel de literatura)
- 1904 - Frédéric Mistral (escribió en Occitano provenzal)
- 1911 - Maurice Maeterlinck (Belga)
- 1915 - Romain Rolland
- 1921 - Anatole France
- 1927 - Henri Bergson
- 1937 - Roger Martin du Gard
- 1947 - André Gide
- 1952 - François Mauriac
- 1957 - Albert Camus
- 1960 - Saint-John Perse
- 1964 - Jean-Paul Sartre (rechazó el premio)
- 1969 - Samuel Beckett (Irlandés, escribió en inglés y francés)
- 1985 - Claude Simon
- 2000 - Gao Xingjian (escribe en chino)
- 2008 - Jean-Marie Gustave Le Clézio
- 2014 - Patrick Modiano
- 2022 - Annie Ernaux

## Clásicos de la literatura francesa

### Ficción
- Edad Media
  - anónimo - La Chanson de Roland (Cantar de Roldán)
  - Chrétien de Troyes - Yvain ou le Chevalier au Lion (Yvain, el Caballero del León), Lancelot, ou le Chevalier à la charrette (Lancelot, el Caballero de la Carreta)
  - varios - Tristan et Iseult (Tristán e Isolda)
  - anónimo - Lancelot-Graal (Lanzarote-Grial), también conocido como el Lanzarote en prosa o el Ciclo vulgata
  - Guillaume de Lorris y Jean de Meung - Roman de la Rose ("Novela de la Rosa")
- Siglo XVI
  - François Rabelais - Gargantúa y Pantagruel
- Siglo XVII
  - Honoré d'Urfé - L'Astrée (La Astrea)
  - Madame de La Fayette - La Princesse de Clèves (La princesa de Clèves)
- Siglo XVIII
  - Voltaire - Candide (Cándido), Zadig
  - Jean-Jacques Rousseau - Julie, ou la nouvelle Héloïse (Julia, o la nueva Eloísa), Emilio, o De la educación, El contrato social
  - Denis Diderot - Jacques le fataliste (Jacques el fatalista), L'Encyclopédie ou Dictionnaire raisonné des sciences, des arts et des métiers (editor)
- Siglo XIX
  - Stendhal - Le Rouge et le Noir (Rojo y negro), La Chartreuse de Parme (La cartuja de Parma)
  - Julio Verne - Le Tour du monde en quatre-vingts jours (La vuelta al mundo en ochenta días)
  - Honoré de Balzac - La Comédie humaine (La comedia humana, un ciclo de novelas que incluye Père Goriot (Papá Goriot) y Eugénie Grandet (Eugenia Grandet))
  - Gustave Flaubert - Madame Bovary, L'Éducation sentimentale (La educación sentimental)
  - Edmond y Jules de Goncourt - Germinie Lacerteux
  - Guy de Maupassant - Bel Ami, Boule de suif (Bola de sebo), y otros cuentos
  - Victor Hugo - Los miserables, Hernani, Nuestra Señora de París
  - Émile Zola - Les Rougon-Macquart (un ciclo de novelas que incluyen Germinal, Nana y La Bête humaine)
  - Alejandro Dumas - Los tres mosqueteros, El conde de Montecristo
- Siglo XX
  - André Gide - Les Faux-monnayeurs, El inmoralista
  - Marcel Proust - À la recherche du temps perdu (En busca del tiempo perdido)
  - André Breton - Nadja
  - Louis-Ferdinand Céline - Voyage au bout de la nuit (Viaje al fin de la noche)
  - Colette - Gigi
  - Jean Genet - Las criadas, Nuestra señora de las flores
  - Marguerite Duras - L'amant (El amante)
  - Albert Camus - L'Étranger  (El extranjero) y La peste
  - Jean-Paul Sartre - Los caminos de la libertad, La náusea, Las moscas, A puerta cerrada
  - Michel Butor - La Modification
  - Alain Robbe-Grillet - Dans le labyrinthe
  - Georges Perec - La vie mode d'emploi
  - Robert Pinget - Passacaille
  - Antoine de Saint-Exupéry - El principito

### Poesía
- François Villon - Les Testaments
- Pierre de Ronsard, Joachim du Bellay y otros poetas de La Pléyade - poemas
- La Fontaine - Las Fábulas
- Victor Hugo - Les Contemplations
- Alphonse de Lamartine - Méditations poétiques
- Charles Baudelaire - Les Fleurs du mal (Las flores del mal) y Le Spleen de Paris (El Spleen de París)
- Paul Verlaine - Romanzes sans paroles (Romanzas sin palabras)
- Arthur Rimbaud - Une Saison en Enfer (Una temporada en el infierno) y Les Illuminations (Las Iluminaciones)
- Stéphane Mallarmé - Un coup de dés jamais n'abolira le hasard (Una tirada de dados jamás abolirá el azar)

### Teatro
- Pierre Corneille - Le Cid
- Molière - Tartuffe, El avaro, Dom Juan
- Jean Racine - Phèdre, Andromaque
- Edmond Rostand - Cyrano de Bergerac
- Jean Giraudoux - La guerra de Troya no tendrá lugar
- Jean Anouilh - Becket, Antigone
- Jean-Paul Sartre - Los secuestrados de Altona
- Samuel Beckett - Esperando a Godot
- Eugène Ionesco - La cantante calva, Rhinoceros
- Jean Genet - Las criadas, Los negros

### No ficción
- Michel de Montaigne - Ensayos
- Blaise Pascal - Pensamientos
- François de La Rochefoucauld - Máximas
- Jean-Jacques Rousseau - Discurso sobre las artes y las ciencias, El contrato social
- François-René de Chateaubriand - Genio del cristianismo
- Alexis de Tocqueville - La democracia en América
- Adolphe Thiers - Historia de la Revolución Francesa, Historia del Consulado y el Imperio
- Jules Michelet - Histoire de France, La Sorcière
- Albert Camus - El mito de Sísifo
- Jean-Paul Sartre - El existencialismo es un humanismo, El ser y la nada

## Crítica literaria
- Roland Barthes
- Jacques Derrida
- Julia Kristeva
- Jacques Lacan
- Jean-François Lyotard

## Poesía
Artículo principal: Historia de la poesía francesa
- Parnasianismo
- Romanticismo
- Simbolismo
- Surrealismo